# Freiburger Bächle-Egel
Der Freiburger Bächle-Egel (Trocheta intermedia) ist eine Süßwasser-Egelart aus der Ordnung der Schlundegel (Pharyngobdelliformes). Sie wurde 1983 entdeckt und 2010 von dem Evolutionsbiologen Ulrich Kutschera erstbeschrieben. Bisher wurde die Spezies nur in den Fließgewässern der baden-württembergischen Stadt Freiburg im Breisgau gefunden; namensgebend sind die Freiburger Bächle. Sie können unter anderem aufgrund ihrer arttypischen Kokons leicht identifiziert werden.

## Beschreibung
Der Freiburger Bächle-Egel wird 5 bis 7 Zentimeter lang. Seine beiden Körperseiten sind dunkelbraun bis schwarz gefärbt.

## Vorkommen und Entdeckung
Im Jahr 1983 wurde eine Population von Schlundegeln im Dietenbach, im Freiburger Stadtteil Weingarten, entdeckt. Es zeigte sich, dass nicht der häufigste Schlundegel Deutschlands, der Achtäugige Schlundegel (Erpobdella octoculata Linnaeus 1758), vorlag, aber eine Speziesbestimmung erwies sich als schwierig. Die „Dietenbach-Egel“ wurden daher zunächst dem Taxon Trocheta bykowskii Gedoyć 1913 zugeordnet. Im Jahr 1999 wurde aber festgestellt, dass der „Karpaten-Egel“ T. bykowskii ein nördlicheres Verbreitungsgebiet hat und in Süddeutschland fehlt. Der Freiburger „Dietenbach-Egel“ wurde daher in das Taxon Trocheta pseudodina Nesemann 1990 gestellt. Ein systematischer Arten-Vergleich ergab jedoch, dass T. pseudodina auf Grund der Körpergröße u. a. Merkmale deutlich von seinem süddeutschen Verwandten unterschieden werden kann, sodass keine Spezies-Identität vorliegt. DNA-Sequenzanalysen und morphologisch-anatomische Untersuchungen belegten, dass der Freiburger „Dietenbach-Egel“ eine neue Art repräsentiert, die im „Jahr der Biodervisität 2010“ als Trocheta intermedia beschrieben wurde. Die Entdeckungsgeschichte dieser Spezies wurde in dem Youtube-Video "Der Freiburger Baechle Egel – Zwittrige Müllbeseitiger im Dietenbach" beschrieben.

## Systematische Stellung
Der Artname „intermedia“ weist darauf hin, dass es sich um einen Schlundegel mittlerer Körpergröße handelt – er ist länger als der Achtäugige Schlundegel Erpobdella octoculata, aber kleiner als alle seine bisher beschriebenen Verwandten der Gattung Trocheta. Der vollständige Spezies-Name des mittelgroßen Bächle-Egels, der in mehreren Fließgewässern der Stadt Freiburg im Breisgau und in der Dreisam nachgewiesen wurde, lautet Trocheta intermedia Kutschera 2010. Die Art unterscheidet sich bezüglich Körpergröße und Kokon-Morphologie von der Schwesterart Trocheta pseudodina Nesemann 1990 und dem „Karpaten-Egel“ Trocheta bykowskii Gedoyć 1913. Weiterhin sind die drei nahe verwandten Spezies über DNA-Sequenzanalysen als separate Taxa gekennzeichnet. Die Art-spezifische mitochondriale Gensequenz für T. intermedia trägt die COI-GenBank-Nr. DQ009669.
Clemens Grosser hält T. intermedia für ein neueres Synonym von Dina punctata mauchi (nun meist als eigenständige Art Dina mauchi aufgefasst). Die Synonymie wurde unter anderem anerkannt in der Ringelwurm-Bearbeitung in der Exkursionsfauna von Deutschland und in einer phylogenetischen Arbeit zur Gattung Trocheta, so dass der Status als endemische Art in Deutschland ungeklärt, aber derzeit eher zweifelhaft ist.

## Ökologie und Evolution
Die Egel leben in der Flachwasserzone und der feuchten Uferregion, wo sie sich räuberisch, unter anderem von Mückenlarven und kleinen Regenwürmern, ernähren. Auch tote Fische werden als Nahrung angenommen. Die lebenden Beuteorganismen bzw. Gewebestücke werden mit Hilfe des muskulösen, zahnlosen Schlundes als Ganzes eingesogen. Die zwittrigen Ringelwürmer paaren sich im Frühjahr (Anfang März) und zeigen ein für andere Schlundegel (Erpobdella sp.) typisches Sexualverhalten. Hervorzuheben sind die rötlich gefärbten, unregelmäßig geformten Kokons, die im März/April bei Wassertemperaturen von unter 10 °C in den Fließgewässern an der Unterseite von Steinen abgelegt werden. Sie sind größer als jene der ebenfalls im Freiburger Raum nachgewiesenen Art E. octoculata, deren im Juni/August abgelegte Eikapseln uniform ovalförmig sind und eine hellbraune Farbe aufweisen.
Die Schlundegel-Arten T. intermedia und E. octoculata besiedeln im Freiburger Raum unterschiedliche Gewässer. Vermutlich verdrängt die größere Trocheta-Art die kleinere Erpobdella, sodass diese nur dort existieren kann, wohin T. intermedia noch nicht vorgedrungen ist. Mit dieser Neubeschreibung hat die Stadt Freiburg im Breisgau seit 2010 eine eigene, durch geographische Isolation entstandene (das heißt von einer nördlichen Spezies abgetrennte) Tierart, die bisher nur in den Fließgewässern dieser süddeutschen Region nachgewiesen werden konnte.